# MasterChef+
MasterChef+ foi a versão sênior do talent show brasileiro MasterChef Brasil, exibido pela Rede Bandeirantes, baseado no formato original exibido pela BBC no Reino Unido. A primeira temporada estreou no dia 15 de novembro de 2022. O programa é apresentado pela jornalista Ana Paula Padrão, e os jurados são os chefs Érick Jacquin, Helena Rizzo e Henrique Fogaça.
A primeira temporada estreou em 15 de novembro de 2022, com 20 participantes, consagrando Astro Nep Ribeiro e Pietro Coccaro como vencedores.

## Elenco
Como em sua versão adulto, o  MasterChef+  é julgado por Érick Jacquin, Helena Rizzo e Henrique Fogaça, e é apresentado pela jornalista Ana Paula Padrão.

## Prêmios
Os vencedores da primeira temporada ganharam um prêmio de R$ 15 mil cada um, além do troféu MasterChef+.

## Temporadas
Até a segunda temporada, o MasterChef+ já contou com 20 participantes oficiais. Dentre eles, o estado de São Paulo possui o maior número de participantes, com 7 participantes. Seguido por Minas Gerais com 4, e Alagoas, Bahia, Mato Grosso do Sul, Pará, Paraná, Rio de Janeiro, Rio Grande do Sul e Santa Catarina com apenas um. Somente um estrangeiro participou do programa: um italiano.
| Temporada          | Temporada          | Finalistas           | Finalistas       | Finalistas     | Finalistas | Finalistas   | Finalistas      | Outros participantes em ordem de eliminação | Outros participantes em ordem de eliminação                  | Total |
| Temporada          | Temporada          | Vencedor(a)          | Vencedor(a)      | Vencedor(a)    | 2.º lugar | 2.º lugar    | 2.º lugar       | Outros participantes em ordem de eliminação | Outros participantes em ordem de eliminação                  | Total |
| ------------------ | ------------------ | -------------------- | ---------------- | -------------- | --- | ------------ | --------------- | ------------------------------------------- | ------------------------------------------------------------ | ----- |
|                    | MasterChef+ 1 (en) |                      | Astro Ribeiro    | Pietro Coccaro | | Nadja Celina | Sérgio Ferreira |                                             | Ney Messias • Helena Rodrigues • Glaci Rosso • Beth Coutinho | 8     |
| MasterChef+ 2 (en) | Eduardo de Mingo   | Maria do Carmo Prado | Aparecida Cabral | Mônica Divina  | Irma Gielow • Marco Marcela • Elisiário dos Santos • Ricardo Araujo • Ida Saliba • Rachel Leite • Cláudio Gonçalves • Suyan Rambor | 12           |                 |                                             |                                                              |       |

## Audiência
Os dados são providos pelo IBOPE e se referem ao público da Grande São Paulo.
| Temporada | Horário            | Episódios | Estreia                | Estreia   | Final                  | Final     | Média Geral (em pontos do IBOPE) |
| Temporada | Horário            | Episódios | Data                   | Audiência | Data                   | Audiência | Média Geral (em pontos do IBOPE) |
| --------- | ------------------ | --------- | ---------------------- | --------- | ---------------------- | --------- | -------------------------------- |
| 1         | Terça-feira, 22h30 | 5         | 15 de novembro de 2022 | 1.8       | 13 de dezembro de 2022 | 1.7       | 1.9                              |
| 2         | Terça-feira, 22h30 | 6         | 21 de novembro de 2023 | 1.1       | 26 de dezembro de 2023 | 2.0       | 1.4                              |

- Em 2022, cada ponto representa 74.6 mil domicílios ou 205.7 mil pessoas na Grande São Paulo.
- Em 2023, cada ponto representa 76.9 mil domicílios ou 206.6 mil pessoas na Grande São Paulo.